# 日根野盛就
日根野盛就（？—1585年8月29日），日本戰國時代及安土桃山時代的武將。

## 齊藤家臣時代
盛就是美濃的戰國大名齊藤氏家老日根野弘就之弟，與兄長共同仕於齊藤家臣，並數度與尾張國織田信長交戰，於永祿4年（1561年）的森部之戰建立武功。
永祿6年（1563年）4月，於新加納之戰與日根野弘定共同迎擊織田軍，擊退池田恒興與坂井政尚。同年8月織田軍再侵攻時，於高田（現為岐阜縣岐阜市高田）的竹藪地區等待敵軍，後來織田軍撤退，日根野隊在織田軍撤退後也並未追擊。
雖然與織田軍作戰屢立軍功，但信長的勢力漸漸凌駕齊藤，永祿10年（1567年）的稻葉山城之戰後，戰國大名齊藤氏滅亡，與兄長弘就淪為浪人。

### 流浪
齊藤氏滅亡後，與兄長弘就的動向一致，前往遠江國的今川氏真處仕官，永祿12年（1569年）1月12日，守備天王山抵抗德川家康的入侵。同月18日進攻德川方的金丸山砦，造成久野宗信及小笠原氏興敗走。
然而，今川之後也不敵德川，掛川城終究降伏、落城。再次成為浪人的日根野兄弟前往近江國，與今井秀形、島秀安等人於近江國居住，後來仕於淺井長政，擔任淺井麾下期間，於元龜3年（1572年）4月與海津對馬守一同攻擊伊黑城，但同年冬天離開淺井家。
之後兩兄弟與長島一向一揆合流，天正2年（1574年）9月一揆壞滅，前往織田家仕官。

## 晩年
天正6年（1578年）11月的有岡城之戰，仕於織田信忠麾下。天正8年（1580年）閏3月，獲贈安土（現近江八幡市安土町）地區的屋敷地，並擔任信長的馬廻眾。
天正10年（1582年）6月本能寺之變後仕於羽柴秀吉，於天正12年（1584年）的小牧長久手之戰亦有參戰。與兄長共同守備二重堀，數度與德川軍作戰，但在羽柴信吉等人的部隊敗走、遭受德川軍猛攻之際仍奮戰不已，雖死傷者眾但堅守崗位。
天正13年（1585年）7月進攻四國時亦有參戰，但於同年8月5日死去。